# François Étienne Kellermann
François-Étienne Kellermann (n. 4 august 1770 la Metz - d. 2 iunie 1835 la Paris), al doilea duce de Valmy a fost un general și diplomat francez ce s-a remarcat în calitate de comandant de cavalerie. A fost fiul Mareșalului François Christophe Kellermann și tatăl diplomatului François Christophe Edmond Kellermann.
După o misiune diplomatică în Statele Unite ale Americii (1791-1793), Kellermann revine în Franța și este aghiotant al tatălui său. Din 1795 servește în cadrul armatei „din Italia”, remarcându-se la Arcole și Rivoli. Din 1797 este general de brigadă iar șarjele sale extraordinare de la Marengo (14 iunie 1800) îi aduc gradul de general de divizie. Este din nou remarcabil la Austerlitz, unde este rănit, fiind apoi trimis în Portugalia și Spania (1808-1811). Este acuzat de rechiziții abuzive și brigandaj și este trecut în rezervă, reluând serviciul militar activ abia în 1813, an în care se distinge în mod repetat în bătălie. După ce participă la campania din Franța, se raliază Bourbonilor, după prima abdicare a lui Napoleon I. În timpul „celor 100 de zile”, se raliază Împăratului și șarjază la Quatre-Bras și Waterloo, unde este rănit. Restaurația îl reabilitează abia în 1818, când îi acordă dreptul de a purta titlul de marchiz de Valmy, după care îl numește duce și Pair. Susține apoi revoluționarii liberali în cadrul Revoluției de la 1830, când votează pentru pedeapsa cu moartea în cadrul procesului miniștrilor lui Carol al X-lea.